# Catla catla
Gibelion catla es una especie de peces de la familia de los
Cyprinidae en el orden de los Cypriniformes.

## Morfología
- Los machos pueden llegar alcanzar los 182 cm de longitud total[1] y 38,6 kg de peso.[2]

## Hábitat
Es un pez bentopelágico y de clima subtropical (18 °C-28 °C).

## Distribución geográfica
Se encuentran en Asia: el Pakistán, la India,  Bangladés,   Nepal  y Birmania.